# إيما نافارو
إيما نافارو (بالإنجليزية: Emma Navarro) هي لاعب كرة مضرب أمريكية، ولدت في 18 مايو 2001 في نيويورك في الولايات المتحدة.

## وصلات خارجية
- إيما نافارو على موقع رابطة محترفات التنس (الإنجليزية)
- إيما نافارو على موقع الاتحاد الدولي لكرة المضرب (الإنجليزية)
- إيما نافارو على موقع كأس بيلي جين كينغ (الإنجليزية)
- إيما نافارو على موقع بطولة ويمبلدون (الإنجليزية)
- إيما نافارو على موقع خلاصة التنس.كوم (الإنجليزية)
- إيما نافارو على موقع إي إس بي إن.كوم (الإنجليزية)
- إيما نافارو على موقع اللجنة الأولمبية الدولية (الإنجليزية)